# Ernst Fleischner
Ernst Fleischner (* 26. Juli 1920 in Neuteich; † 28. Juli 1991 in Rendsburg) war ein deutscher Politiker (SPD).

## Leben
Fleischner war von Beruf Polizeibeamter. Am 29. April 1971 rückte er für den verstorbenen Abgeordneten Peter Empen über die SPD-Landesliste in den Landtag Schleswig-Holsteins nach. Die 6. Wahlperiode des Landtags endete am 15. Mai 1971; Fleischner war 18 Tage lang Mitglied des Landtags.
Nach dem schleswig-holsteinischen „Gesetz über die Unvereinbarkeit von Amt und Mandat“ vom 23. Januar 1970, das eine Pensionierung von beamteten Abgeordneten bei Mandatsübernahme vorsah und die Pensionierung bestehen blieb, sofern der Beamte nach dem Ende des Mandats keine Rückkehr in das Dienstverhältnis beantragte, ging Fleischner als Polizeihauptmeister im Alter von 51 Jahren in den Ruhestand. Gegen Kritik daran verwahrte er sich, er sei nicht „aus egoistischen Motiven im Ruhestand verblieben“, sondern aus gesundheitlichen Gründen. Sein Mandat als Bürgervorsteher in Rendsburg, das er 1971 übernommen hatte, und sein Amt als SPD-Ortsvereinsvorsitzender in Rendsburg legte Fleischner nieder.